# Ranunculus limprichtii
Ranunculus limprichtii Ulbr. – gatunek rośliny z rodziny jaskrowatych (Ranunculaceae Juss.). Występuje endemicznie w Chinach, w zachodniej części Syczuanu. 

## Morfologia
PokrójBylina o nagich lub lekko owłosionych pędach. Dorasta do 5–10 cm wysokości.
LiścieSą potrójnie klapowane. Mają nerkowato pięciokątny kształt. Mierzą 0,5–1 cm długości oraz 0,5–1,5 cm szerokości. Nasada liścia ma sercowaty kształt. Ogonek liściowy jest nagi i ma 1–3 cm długości.
KwiatySą pojedyncze. Pojawiają się na szczytach pędów. Mają żółtą barwę. Dorastają do 6–11 mm średnicy. Mają 5 owalnych lub eliptycznych działek kielicha, które dorastają do 2–3 mm długości. Mają 5 owalnych płatków o długości 3–6 mm.
OwoceOwłosione niełupki o odwrotnie jajowatym kształcie i długości 2 mm. Tworzą owoc zbiorowy – wieloniełupkę o jajowatym kształcie i dorastającą do 3 mm długości.

## Biologia i ekologia
Rośnie na łąkach. Występuje na wysokości od 2600 do 5100 m n.p.m. Kwitnie wiosną. Preferuje stanowiska w pełnym nasłonecznieniu. Dobrze rośnie na wilgotnym, żyznym i dobrze przepuszczalnym podłożu.